# Revolta dos Dragões

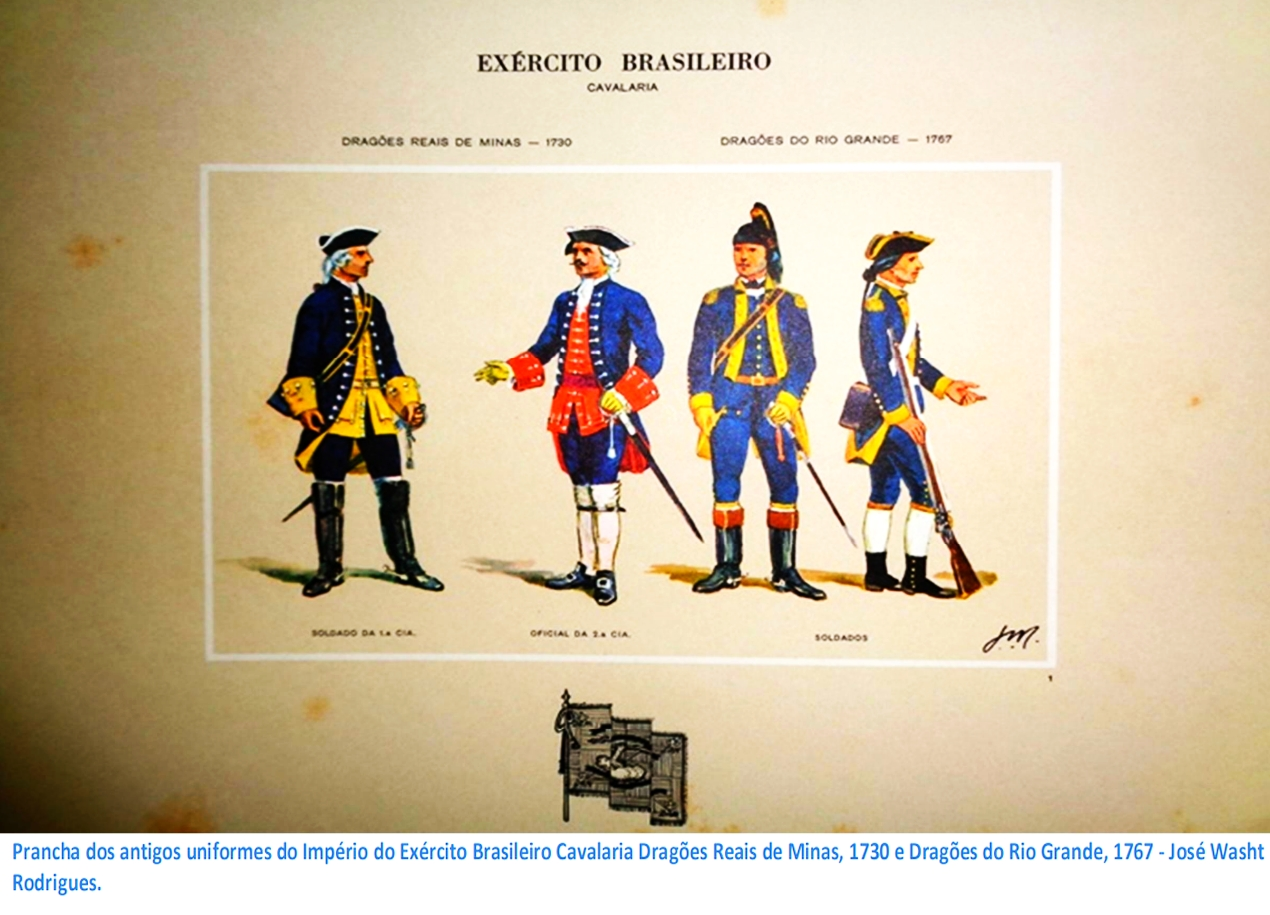
Prancha dos antigos uniformes do Império do Exército Brasileiro Cavalaria Dragões Reais de Minas, 1730 e Dragões do Rio Grande, 1767 - José Washt Rodrigues

A Revolta dos Dragões foi um levante militar e social ocorrido entre 5 de janeiro e 29 de março de 1742, no Presídio Jesus-Maria-José, atual cidade de Rio Grande, no extremo sul do Brasil. O movimento envolveu soldados do Regimento dos Dragões, da infantaria e da artilharia, marcada por reivindicações contra condições desumanas, arbitrariedades e abandono pela Coroa Portuguesa por parte da administração colonial portuguesa, que se rebelaram contra estas duras condições de vida, a disciplina autoritária e o atraso prolongado no pagamento de soldos. A revolta em si é um caso fascinante de insubordinação militar no século XVIII. O motim, que contou com o apoio da população local, resultou na ocupação da praça militar, nomeação de oficiais entre os revoltosos e ameaças de aliança com a Coroa Espanhola. A revolta foi encerrada em 29 de março de 1742, após negociações e concessões feitas pelas autoridades coloniais portuguesas. Embora tradicionalmente interpretada como uma rebelião militar, estudiosos contemporâneos apontam seu forte componente popular e social, com ampla participação e apoio da população civil local, desta forma, é considerada a primeira revolta de cunho social do Brasil Meridional e um marco na formação histórica do Rio Grande do Sul.

## Contexto histórico

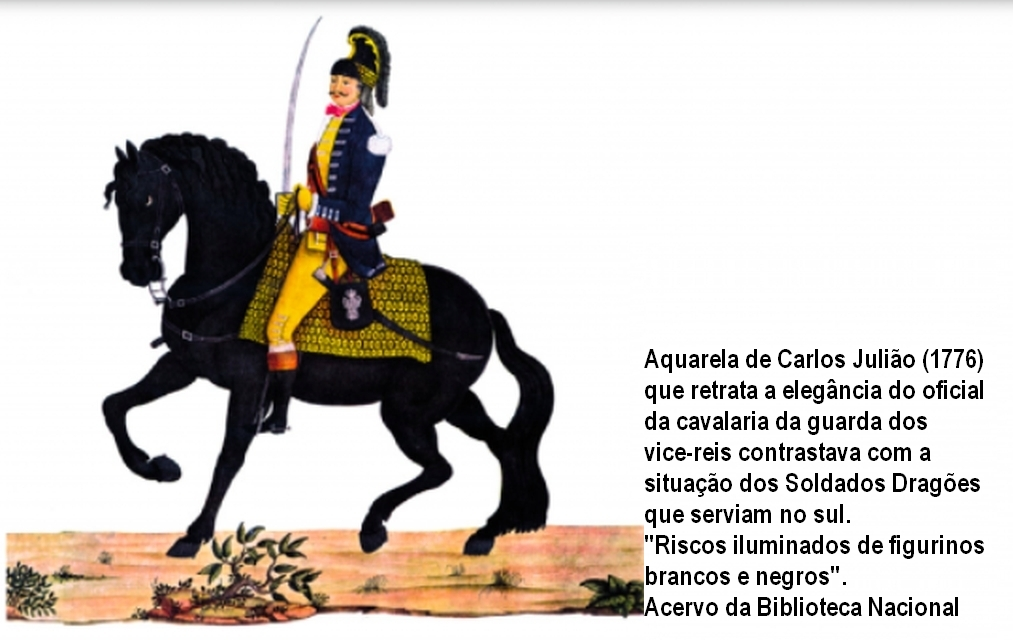
Oficial da cavalaria dos vice-reis

Desde o século XVII, a Coroa Portuguesa buscava expandir seus domínios no sul da América com o objetivo de acessar as riquezas da região do Rio da Prata, então sob controle espanhol. A fundação da Colônia do Sacramento, em 1680, marcou o início dessa disputa, intensificada por sucessivos confrontos com autoridades hispânicas.
Diante das ameaças constantes, a Coroa promoveu em fevereiro de 1737, a criação do Presídio Jesus-Maria-José, fundada pelo Brigadeiro José da Silva Paes, como posto avançado da expansão lusa rumo ao Prata, em região de disputa com a Espanha, na região que viria a ser o Rio Grande de São Pedro, como parte do processo de ocupação oficial do sul do Brasil. A guarnição militar incluía o Regimento dos Dragões, responsável pela defesa da nova povoação, visando consolidar a presença lusa frente às ameaças espanholas no Prata
A guarnição militar era composta majoritariamente por dragões, soldados montados que atuavam como cavalaria leve, além de elementos de infantaria e artilharia, oriundos de diversas capitanias do Brasil colonial, como Rio de Janeiro, Bahia, São Paulo e Minas Gerais.

## Os Dragões no Contexto Colonial
1. Papel Militar:  Os Dragões eram uma tropa de elite do Exército português no século XVIII, criados para combater a cavalo ou a pé. Originários da França, destacavam-se pela mobilidade em territórios extensos. Armados com espingardas e baionetas, eram essenciais para a defesa de fronteiras.
2. Missão no Rio Grande:  Em 1736, um Regimento de Dragões (parte de Minas Gerais, parte de Portugal) foi enviado ao sul do Brasil para ocupar a região do Rio Grande de São Pedro e desbloquear o comércio no Rio da Prata, ameaçado pelos espanhóis. O comando foi entregue ao coronel Diogo Osório Cardoso.

## Condições que levaram à revolta
Os primeiros anos do presídio foram marcados por extrema precariedade. Soldados e civis enfrentavam fome, falta de suprimentos, ausência de infraestrutura básica e rigidez disciplinar. Os dragões viviam sem fardamento adequado, sem pagamento (soldos) há mais de 20 meses, com acesso limitado à alimentação (racionamento - recebendo apenas uma espiga de milho por dia e uma abóbora a cada quinze dias), além de serem impedidos de pescar ou caçar (proibição).

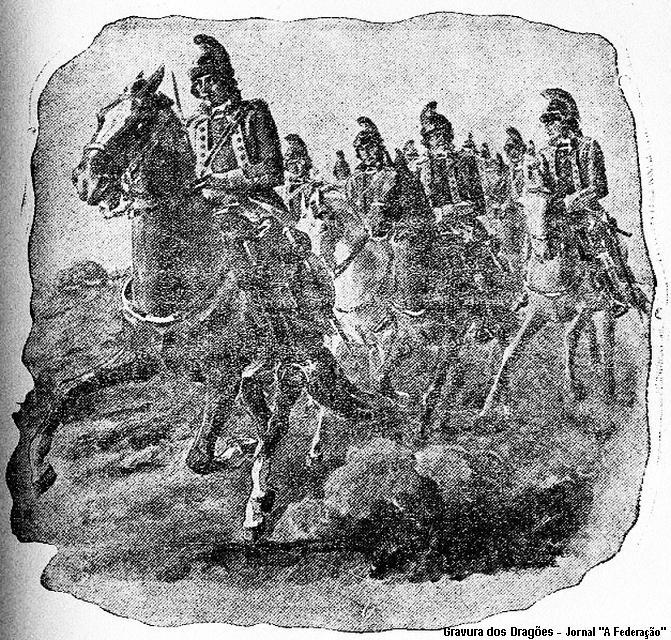
Gravura de 1928 do jornal "A Federação" (sem nome do autor)

A disciplina era imposta com rigor: os soldados não podiam possuir cavalos, estavam sujeitos a três inspeções diárias, tinham o direito de ir e vir restringido e eram submetidos a castigos físicos, prisões arbitrárias e outras formas de abuso. Esses fatores culminaram em uma rebelião/motim no dia 5 de janeiro de 1742, quando os soldados ocuparam a praça militar, destituíram seus comandantes e passaram a eleger seus próprios oficiais.
Reunidos em um capão de mato próximo à barra do rio, os dragões e demais militares passaram a desobedecer seus superiores, formaram um novo comando entre seus próprios membros e apresentaram uma representação formal ao governador Coronel Diogo Osório Cardoso, na qual denunciavam as condições degradantes de vida e serviço.
A população civil da vila do Rio Grande apoiou a revolta. Testemunhos, como o dos náufragos ingleses John Buckeley e John Cummins, que se encontravam na região, relataram a escassez de alimentos, o envolvimento da comunidade nos distúrbios e o temor generalizado pela continuidade do desabastecimento. Essa proximidade entre soldados e civis se devia ao fato de que muitos laços familiares, afetivos e de convivência ligavam ambos os grupos.

## Reivindicações e desenvolvimento do motim
Na tentativa de conter o movimento, em 1º de fevereiro de 1742, o Brigadeiro José da Silva Paes, fundador do presídio, foi enviado ao local para debelar a revolta. No entanto, sua chegada, sem os recursos prometidos, os soldos e mantimentos, apenas agravou a insatisfação. Os soldados o impediram de sair do local até que aceitasse as condições apresentadas, o que fez sob promessa de buscar os recursos necessários.
Paes retirou-se para a Estância Real de Bojuru, aguardando a chegada de um navio vindo do Rio de Janeiro. A embarcação chegou em 29 de março de 1742, trazendo apenas parte dos recursos prometidos, o que reacendeu o descontentamento. Houve ameaças reais de que os revoltosos se bandeassem para o lado espanhol, dada a insatisfação generalizada. Com dificuldade, Paes conseguiu negociar a pacificação ao prometer que o restante do pagamento estava a caminho.
O documento "Registro de Representação" mostra uma ironia histórica: os revoltosos declaravam lealdade à Coroa enquanto denunciavam seus representantes locais. Isso revela uma estratégia inteligente - atacavam os abusos de poder, não a autoridade real, afirmando que sua insurreição era contra a administração local e não contra o rei.
Suas principais reivindicações incluíam:
- Pagamento dos soldos atrasados;
- Melhoria nas condições médicas e alimentares;
- Fim das punições arbitrárias e castigos físicos;
- Direito de usar cavalos e canoas para subsistência;
- Possibilidade de trânsito livre;
- Afastamento de oficiais abusivos, como o capitão Tomás Luís Osório.

A população local, também afetada pela escassez, apoiou ativamente o movimento. Em muitos casos, soldados e civis formavam um corpo social integrado, com vínculos familiares e comunitários.

## Consequências: negociação, repressão e reação da Coroa

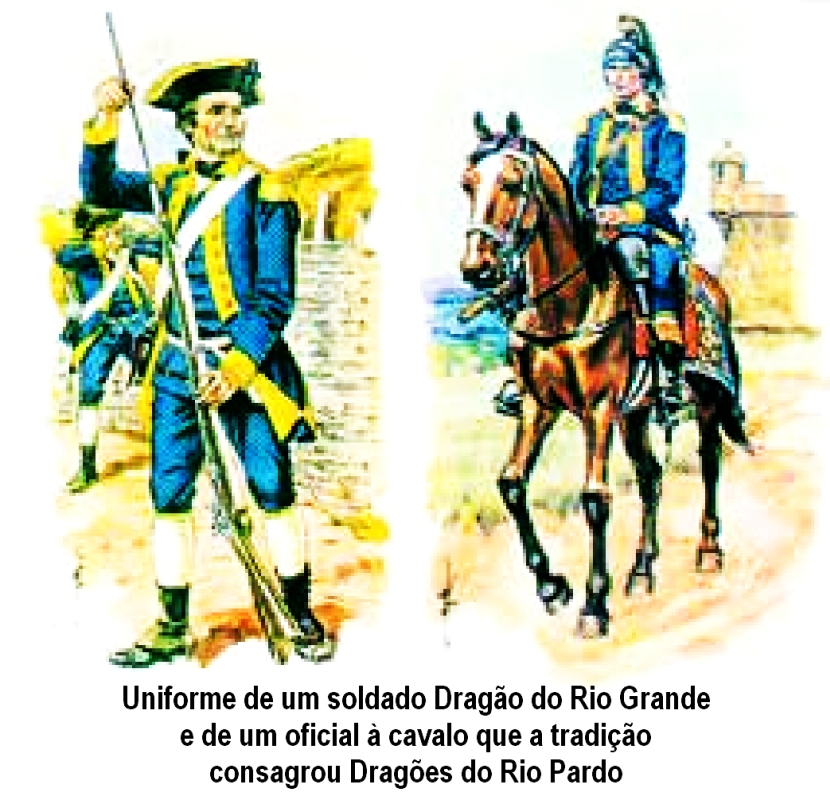
Uniforme de um soldado Dragão do Rio Grande e de um oficial à cavalo que a tradição consagrou Dragões do Rio Pardo

A Revolta dos Dragões marcou profundamente a história da ocupação portuguesa no sul do Brasil. Embora pacificada sem o uso direto da força, evidenciou a fragilidade do domínio colonial em regiões periféricas, a negligência da Coroa quanto ao bem-estar de seus servidores e o potencial de resistência dos grupos subordinados.
Além disso, estabeleceu um precedente simbólico que seria retomado por muitos historiadores como um movimento inaugural do espírito reivindicatório gaúcho, sendo interpretada por setores da historiografia como precursora da Revolução Farroupilha (1835–1845), consolidando-se na memória regional como um ato inaugural da tradição revolucionária gaúcha.
Grande parte das exigências foi atendida:
- A Coroa autorizou o uso de cavalos e canoas com restrições;
- Oficiais responsáveis por excessos foram punidos;
- Soldados que sofreram maus-tratos puderam deixar o povoado;

- Mudanças no regime de trabalho e disciplina militar
- Abolição de castigos corporais mais severos
- Regularização parcial dos soldos
- Reconhecimento da legitimidade das reivindicações populares
- Manutenção da soberania portuguesa na região sul

Algumas das consequências
- Diogo Osório protegeu o sobrinho Tomás, oferecendo anistia em troca do pagamento parcial dos soldos.
- O caso chegou ao Conselho Ultramarino: Tomás foi preso no Rio de Janeiro e investigado por "violências excessivas". Por influência de Diogo (que recorreu ao Cardeal da Mota, aliado do rei), Tomás foi inocentado e promovido a ajudante do regimento (1744).
- A revolta expôs o nepotismo e a fragilidade administrativa portuguesa na colônia.

Os revoltosos receberam perdão oficial por meio de documento assinado em 15 de fevereiro de 1742 pelo Governador     Gomes Freire de Andrade, então chefe da Capitania do Rio de Janeiro.
Com isso, a revolta foi encerrada formalmente em 29 de março de 1742, após quase três meses de duração.
A Revolta dos Dragões evidenciou o conflito entre a disciplina militar brutal e a precariedade material das tropas, enquanto os Osório usaram sua influência para controlar danos e manter poder.

## Tipologia do conflito
- Tipo: Motim militar e sublevação
- Duração: 3 meses (janeiro a março de 1742)
- Grupos envolvidos: Soldados (dragões, infantaria, artilharia), população local
- Ações não-violentas: Desobediência, nomeação de novas autoridades, ocupação de espaços públicos, negociação com autoridades
- Ações violentas: Prisão de autoridades, ameaças de ruptura com a Coroa
- Resultado: Concessão parcial das demandas, concessão de perdão, manutenção da lealdade a Portugal

## Jurisdição administrativa
À época, o Presídio Jesus-Maria-José integrava a Capitania de Santa Catarina, subordinada, por carta régia de 1738, à Capitania do Rio de Janeiro, sob comando do Governador Gomes Freire de Andrade.

## Análises historiográficas
Visões tradicionais
Historiadores como Walter Spalding, João Borges Fortes, Aurélio Porto e Fernando Luiz Osório interpretaram a Revolta dos Dragões sob uma ótica heroica e patriótica, exaltando os dragões como os fundadores do povo rio-grandense, símbolos da "alma gaúcha" e precursores do tipo social do gaúcho, valorizando a fidelidade à Coroa e sua atuação na defesa das fronteiras do sul do Brasil.
Essa abordagem romantizada e nacionalista, predominante nas décadas de 1920 a 1950, omitiu o caráter popular do levante e desconsiderou a possibilidade de associação com movimentos platinos ou intenções separatistas.
Abordagens contemporâneas
Historiadores mais recentes, como Francisco das Neves Alves e Paulo César Possamai, enfatizam o caráter social da revolta. Eles destacam o papel dos dragões como integrantes de um corpo social abandonado pelas autoridades imperiais, criticam a versão heroificada construída pela historiografia tradicional e relacionam o movimento às contradições da sociedade colonial de fronteira. Também ressaltam o envolvimento popular e a crítica velada ao autoritarismo da administração portuguesa.

## Conclusão
A revolta expôs as contradições do sistema colonial: violência estrutural, abandono das tropas e autoritarismo das elites. Embora limitada em objetivos, sua ameaça de "trocar de monarca" representou um ato radical para a época. A historiografia sul-rio-grandense do século XX, ao romantizar os Dragões como "símbolo de brasilidade", ocultou essa dimensão subversiva para alinhar-se a projetos nacionalistas. Assim, o episódio revela tanto a resistência popular quanto a manipulação da memória histórica.

## Literatura utilizada para construção deste verbete
- ALVES, Francisco das Neves. “Uma Revolta Militar e Social no Alvorecer do Rio Grande do Sul”. In: POSSAMAI, Paulo César (org.). Gente de guerra e fronteira: estudos de história militar do Rio Grande do Sul. Pelotas: UFPel, 2010.
- Anais da História do Rio Grande do Sul. AHRS, Porto Alegre, 1977.
- ANTUNES, Deoclécio de Paranhos. Dragões de Rio Pardo.
- BARBOSA, Felipe Pereira. Os Dragões do Rio Grande. (Texto oferecido para leitura na universidade - UFRGS)
- BENTO, Cel. Cláudio Moreira. A Guerra da Reconquista do Rio Grande do Sul aos Espanhóis, pelo Exército do Sul e suas Guerrilhas e pela Esquadrilha Naval do Vice Reinado do Brasil. Gráfica Drumond Barra Mansa - RJ. 2019.
- BUCKELEY, John & CUMMINS, John. Uma viagem aos mares do sul (1740-1741).
- Documentos Históricos da Biblioteca Nacional (DH), Vol. XCIV, Rio de Janeiro, 1951.
- FORTES, João Borges. O Levante dos Dragões do Rio Grande em 1742.
- KARSBURG, Alexandre et al. Práticas de micro-história: diversidade de temas e objetos de um método historiográfico. Cap. 2. GRÜNDLING, Guilherme de Mattos. "Uma família Lusitana atravessa o Atlântico: os Osório em Rio Grande de São Pedro no século XVIII", Oikos, São Leopoldo/RS. 2022.
- MENZ, Maximiliano Mac. A Revolta dos Dragões em Rio Grande: uma nova abordagem sobre um velho tema. (Texto oferecido para leitura na universidade - UFRGS)
- OSÓRIO, Fernando Luiz. Fogo-Morto - A Formação dos Dragões e os Primeiros Osórios do Rio-Grande.
- POSSAMAI, Paulo César. Gente de Guerra e Fronteira: Estudos de História Militar do Rio Grande do Sul.. Pelotas: Editora UFPel, 2010.
- QUEIROZ, Maria Luiza Bertulini. A vila do Rio Grande de São Pedro. 1737-1822. Rio Grande: FURG, 1987.
- RODRIGUES, Gefferson Ramos. Escravos, índios e soldados: povo, política e revoltas na América portuguesa do século XVIII. UFF, 2015.
- SPALDING, Walter. A Revolta dos Dragões do Rio Grande.
- TORRES, Luiz Henrique. História do Rio Grande do Sul, V. II: Fundamentos para a compreensão do processo histórico e historiográfico – Período Colonial. Pluscom. 2018.